# Курта (Цхинвальский район)
Курта (осет. Курта, груз. ქურთა) — бывшее село в 7 км к северу от Цхинвала в Южной Осетии.

## Население
По переписи населения 1989 года в селе жило 1102 человека, из которых грузины составили 882 жителя (80 %), осетины — 220 человек (20 %). После изгнания осетинского населения в начале 1990-х годов и переход под контроль Грузии с 1992 по 2008 г. подавляющее большинство населения составили грузины. По переписи 2002 года (проведённой властями Грузии, контролировавшей часть Цхинвальского района на момент проведения переписи) в селе жило 1124 человека, в том числе грузины составили 93 % от всего населения.
Грузинское население было эвакуировано накануне Августа 2008 года в собственно Грузию, а их дома без контроля МВД РЮО были впоследствии в основном сожжены. Фактически село обезлюдело и перестало существовать.

## История
Во время южноосетинского конфликта село входило в грузинский анклав к северу от Цхинвала и находилось в 1992—2008 гг. под контролем Грузии.
1 декабря 2006 года в селе прошла инаугурация прогрузинского президента «временной осетинской автономии» Дмитрия Санакоева.
Накануне и в ходе войны 2008 года большая часть жителей была звакуирована и покинула село, в результате чего власти РЮО установили контроль над ним. В конце августа того же года Human Rights Watch заявила, что по данным спутниковых снимков и свидетельствам очевидцев югоосетинские ополченцы жгут грузинские сёла в Южной Осетии, включая село Курта. По словам председателя парламента Южной Осетии Знаура Гассиева, все дома грузинского населения были сожжены, а село стёрто с лица земли.
С 2009 года на территории бывшего села располагается военный аэродром.